# Sawbridgeworth
Sawbridgeworth è un paese di 8 400 abitanti della contea dell'Hertfordshire, in Inghilterra.

## Amministrazione

### Gemellaggi
- Bry-sur-Marne, Francia, dal 1973